# دیسپلی‌پورت

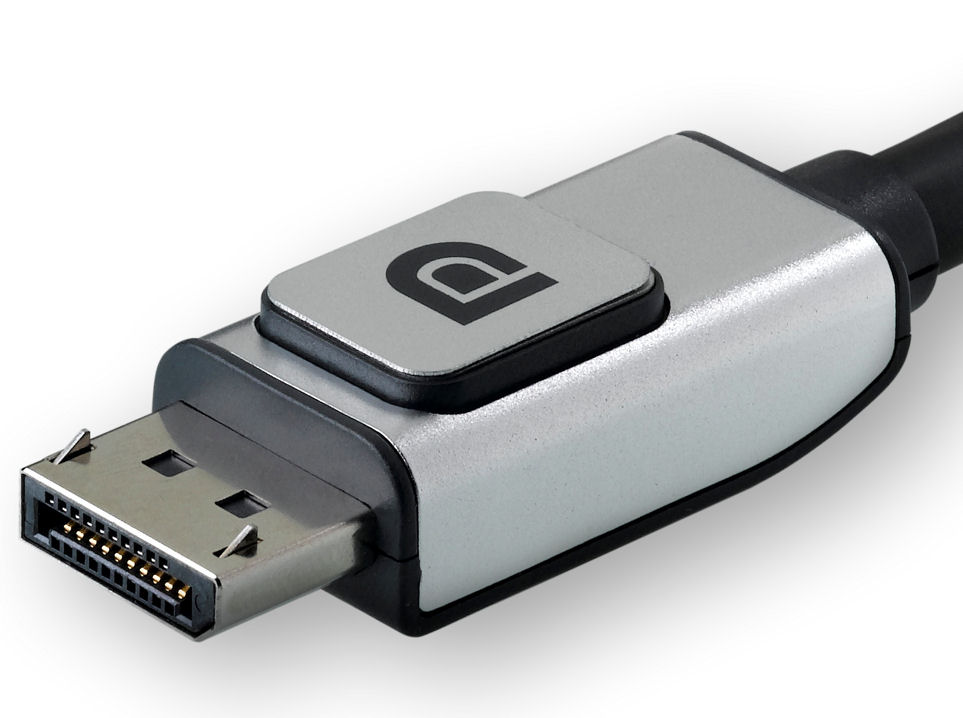
دیسپلی‌پورت (به انگلیسی: DisplayPort) نسل جدید پورت‌های ارتباطی است که در جدیدترین کامپیوترها، کارت‌های گرافیک و همچنین لپ‌تاپ‌ها، ممکن است جایگزین اچ‌دی‌ام‌آی شود.

دیسپلی‌پورت (به انگلیسی: DisplayPort) نسل جدید پورت‌های ارتباطی است که در جدیدترین کامپیوترها، کارت‌های گرافیک و همچنین لپ‌تاپ‌ها، ممکن است جایگزین اچ‌دی‌ام‌آی شود. این پورت تحت نظر اتحادیه‌ی استانداردهای الکترونیکی ویدئو یا VESA توسعه‌یافته و توسط همین اتحادیه کنترل می‌شود. در سال ۲۰۰۶ دیسپلی‌پورت به عنوان جایگزینی برای پورت آنالوگ VGA (یا Video Graphic Array به معنی آرایه‌ی گرافیکی ویدئویی) که در سال ۱۹۸۷ معرفی شده بود و همچنین پورت DVI (یا Digital Video Interface به معنی رابط ویدئویی دیجیتال) که در سال ۱۹۹۹ معرفی شده بود، معرفی شده است. این دو پورت اصولاً برای کامپیوترها طراحی شده بودند. حق امتیاز دیسپلی‌پورت رایگان و مبلغی حدود دو میلیون دلار است.